# Грисалес, Ампаро
Ампа́ро Гриса́лес Патиньо де Тессароло (исп. Amparo Grisales Patiño de Tessarolo, род. 19 сентября 1956 года, Манисалес, Колумбия) — одна из самых знаменитых актрис колумбийского кинематографа.

## Биография
Ампаро Грисалес родилась 19 сентября 1956 года в Манисалесе, Колумбия, но выросла в Боготе.
Свою артистическую картеру она начала в возрасте пяти лет в Академии изобразительных искусств Манисалеса, с тринадцати лет уже начала сниматься на колумбийском телевидении в «мыльных операх» и мини-сериалах, которые показывались также на телевидении Венесуэлы, Бразилии, Мексики, Южной Африки и Франции.
Популярность Ампаро стала возрастать в 70-е годы XX века. Этому способствовала её яркая, типично латиноамериканская красота и роман с популярном в то время мексиканским актёром Хорхе Риверо. Некоторое время она жила в США, в Лос-Анджелесе, где она работала в театре, снималась в «мыльных операх», мини-сериалах, а также была телеведущей.
В 1982 году Ампаро сыграла роль Мерседес (озвучивала Екатерина Васильева) в совместном советско-колумбийском фильме режиссёра Сергея Соловьева «Избранные».
В 2004 году Ампаро была ведущей телешоу «Protagonistas de novela 3 — El juicio final: Columbia».
В настоящее время она снимается в колумбийских телесериалах «En Cuerpo ajeno», «Tuyo ES Mi Corazon».

## Фильмография
- Manuela (1976) … Manuela
- Pasión por el peligro (1979)
- Tiempo para amar (1980)
- Golpe a la mafia (1980)… Alicia
- Избранные (1982)
- La virgen y el fotógrafo (1982) La virgen y el fotógrafo
- Король Рио (1985) O Rei do Rio … Marília
- Женщина с женщиной (1986) De mujer a mujer … Miranda, the wife
- Casa de muñecas para adultos (1987)
- Los pecados de Inés de Hinojosa (сериал) (1988)
- Поцелуй меня одного (1994) Bésame mucho
- Тень желания (сериал) (1996) La sombra del deseo … Gabriela
- Я Боливар (2002) Bolívar soy yo! … Alejandra Barberini / Manuela Sáenz
- Решения (сериал) (2005—2006) Decisiones … Julieta
- 5 неизвестных (2006) Unknown … Female Bartender
- Мать Луна (сериал) (2007) Madre Luna … Alejandra Aguirre
- Куколки мафии (сериал) (2009) Las muñecas de la mafia … Lucrecia de Bermudez